# مییلی-سور-رور
مییلی-سور-رور (به فرانسوی: Meilly-sur-Rouvres) یک کمون در فرانسه با جمعیت ۱۸۱ نفر است که در Canton of Pouilly-en-Auxois واقع شده‌است.